# آيت امحند او يحيى مركزسيدي بوعفيف (سيدي بوعفيفا)
آيت امحند او يحيى مركزسيدي بوعفيف هو دُوَّار يقع بجماعة آيت يوسف أو علي، إقليم الحسيمة، جهة طنجة تطوان الحسيمة في المملكة المغربية. ينتمي الدوّار لمشيخة سيدي بوعفيفا التي تضم 8 دواوير. يقدر عدد سكانه بـ 1550 نسمة حسب الإحصاء الرسمي للسكان والسكنى لسنة 2004.

## وصلات خارجية
- البوابة الوطنية للجماعات الترابية
- المندوبية السامية للتخطيط